# Eulalio Gutiérrez Ortiz
Eulalio Gutiérrez Ortiz (Ramos Arizpe, Coahuila; 2 de febrero de 1881 - Saltillo, Coahuila; 12 de agosto de 1939) fue un militar y político mexicano, presidente de México del 6 de noviembre de 1914 al 16 de enero de 1915, con carácter provisional por mandato de la Convención de Aguascalientes.

## Primeros años
Nació el 2 de febrero de 1881 en la Hacienda de Santo Domingo, municipio de Ramos Arizpe, Coahuila, siendo sus padres Jesús Gutiérrez y Ciriaca Ortiz.
En su infancia se dedicó al pastoreo, además de que estudió en la escuela "Ignacio Zaragoza"; posteriormente, fue comerciante y minero en Concepción del Oro, Zacatecas. Esta última actividad le permitió dominar el manejo de los explosivos

## Precursor de la Revolución mexicana
Eulalio Gutiérrez incursionó en los escenarios armados en el año 1900, a los 19 años, para evitar el arribo al poder de un presidente municipal impuesto contra la voluntad popular, mediante una elección fraudulenta. De acuerdo a su Hoja de Servicios emitida por la Secretaría de Guerra y Marina (actualmente Secretaría de la Defensa Nacional), la rebelión se efectuó del 15 al 25 de septiembre del año 1900. Esta acción le costó la libertad.
Desde su juventud participó activamente en las filas del antirreeleccionismo, al formar parte en 1905 en la conformación de la Junta Organizadora del Partido Liberal Mexicano en San Luis (Misuri), al lado de los Hermanos Flores Magón, para convocar a las fuerzas opositoras para preparar la lucha contra el dictador Porfirio Díaz; para ello conformó en Concepción del Oro, bajo los principios ideológicos liberales y los de la no reelección, la Asociación Antirreeleccionista "Santiago de la Hoz", militó en el Partido Liberal Mexicano de Ricardo Flores Magón y formó parte del Partido Antirreleccionista de Francisco I. Madero en 1909.
Participa con los magonistas en los movimientos armados precursores de la Revolución. En 1906 toma las armas en Jiménez, Coahuila y en 1908 en Las Vacas (hoy Ciudad Acuña), Coahuila.
El 20 de noviembre de 1910, con el grado de Capitán Primero otorgado por Don Francisco I. Madero, tomó las armas para participar activamente en la Revolución Mexicana, con importantes logros militares para la causa en los estados de Coahuila y Zacatecas.
En febrero de 1911, tras la ocupación de Saltillo, integra una Junta Revolucionaria que gobernaría el municipio y de la cual formaría parte Rafael Cepeda, Francisco Coss, Abraham Cepeda y Luis Gutiérrez Ortiz, hermano de Eulalio.
Entre los meses de marzo  y abril del mismo año, Eulalio Gutiérrez sostuvo combates en el Cañón de los Indios, Zacatecas, en el Pelillal, Coahuila y en abril en el Río de San Antonio, Coahuila. El 11 de abril de 1911 es hecho prisionero por el ejército federal y recluido en la prisión militar de Ciudad Porfirio Díaz, (hoy Piedras Negras), Coahuila, de donde sale el 15 de mayo de 1911.
Con fuerzas militares a su mando directo, Gutiérrez se incorporó de nuevo a la lucha armada hasta el 1 de junio de 1911, fecha en que se sumó a las tropas de Rafael Cepeda. Al triunfo de la revolución, por sus acciones militares fue ascendido el 15 de junio de 1911 al grado de mayor.

## Presidente municipal de Concepción del Oro
El 31 de agosto de 1911, Eulalio Gutiérrez es elegido presidente municipal de Concepción del Oro, Zacatecas. El 15 de noviembre de 1911 promovió la creación del Cuerpo de Voluntarios de Mazapil, Zacatecas, del cual fue designado jefe.
Pascual Orozco se rebeló contra el entonces presidente Madero en el año de 1912; Eulalio Gutiérrez se incorporó de inmediato a la lucha contra el orozquismo encabezando acciones militares en Mazapil, Zacatecas el 12 de febrero de 1912; el 12 de marzo, combate en la Estación del Gato, Zacatecas; el 20 de marzo, combate en Rancho Viejo y Simón, Zacatecas; el 4 de abril, combate en Apizolaya, Zacatecas; y del 8 al 12 de mayo, sostiene combates en Avilés, Chocolate y Picardía, en el estado de Zacatecas.
Ante la usurpación de Victoriano Huerta y la traición a Francisco I. Madero, el mismo día en que sucede, el Ayuntamiento de Concepción del Oro, Zacatecas, a cargo de Eulalio Gutiérrez, se reunió de inmediato en sesión y, en un acuerdo histórico, determinó desconocer a Huerta como presidente para lo cual se consigna en el acta de cabildo:

...En Concepción del Oro, Zac., a las 8 de la noche del día 19 de febrero de 1913 en la calle de Allende, en una casa frente a la plaza Juárez, se levantó esta acta, en la que se desconoce terminantemente al gobierno del traidor General Victoriano Huerta y se nombra Jefe Supremo de las Fuerzas Constitucionalistas al General Eulalio Gutiérrez autorizándolo para extender nombramientos y dar comisiones en el partido de Mazapil.

Es así como este ayuntamiento pasó a la historia por ser el primero en el país en desconocer al régimen ilegítimo de Victoriano Huerta.

## Revolución constitucionalista
En la etapa de la revolución constitucionalista, el 20 de febrero de 1913, con el grado de teniente coronel, Gutiérrez inició las hostilidades militares contra el gobierno usurpador; el 15 de marzo combatió en Agua Dulce, Zacatecas mientras que el 24 y 25 de marzo, hizo lo propio en la cabecera municipal, Concepción del Oro, Zacatecas.
Suscrito el Plan de Guadalupe el 26 de marzo de 1913 e iniciada la Revolución Constitucionalista, por órdenes de Venustiano Carranza, Eulalio Gutiérrez, fue encargado de agitar, junto con Lucio Blanco, la zona minera del norte del estado de Zacatecas y la región sur del estado de Coahuila; además, combatió en las fuerzas de la División del Centro al lado de los generales Jesús Carranza Garza y Pablo González Garza con importantes combates en los estados de Coahuila, Zacatecas y San Luis Potosí. En esta nueva fase de la contienda armada, Gutiérrez luchó en territorio potosino; en Coahuila y Zacatecas, con la experiencia en el manejo de la dinamita, descarrilaba trenes enemigos para sumar los convoyes al Ejército Constitucionalista, por lo que era ya un militar reconocido que ostentaba el grado de general de brigada y con ese prestigio, sumó importantes triunfos al carrancismo.
Juan G. Barragán, en su obra Historia del Ejército y de la Revolución Constitucionalista, estableció que:

...así fue como los Coroneles Eulalio y Luis Gutiérrez cumplieron a maravilla su cometido, teniendo en jaque constante la plaza de Saltillo, operando en toda la región comprendida entre el sur de Coahuila y la parte norte de los estados de San Luis y Zacatecas, entorpeciendo los movimientos de tropas del enemigo por medio de interrupciones al tráfico ferroviario de la línea que conduce a Laredo, en la cual era extraño que transcurriera una semana sin registrar la voladura de trenes militares.
Juan G. Barragán, Historia del Ejército y de la Revolución Constitucionalista

Del 15 al 25 de abril de 1913 sostuvo combates en Espinazo, Coahuila y el 20 de mayo de 1913 (...) tomó la Plaza de Concepción del Oro, Zacatecas, en un histórico combate que le mereció diez días después el ascenso al grado de Coronel.
Del 17 al 30 de junio de 1913, atacó Saltillo (el 5 de julio, combate en Estación Mancha, Viesca, Coahuila) y el 24 al 31 de julio atacó Torreón, y por las acciones y los triunfos obtenidos en favor de la Revolución Constitucionalista, Venustiano Carranza, le otorgó el ascenso a general brigadier el 1 de septiembre de 1913.
El 19 de noviembre de 1913, encabezó una batalla en General Cepeda, Coahuila; del 24 al 27 de noviembre, combatió en Carneros y Gómez Farías Coahuila, y La Venta y El Salvador, Zacatecas, donde resultó herido. Del 21 al 23 de diciembre, sostuvo combates en la Estación Berrendo, Laguna Seca, Charcas y Venado, San Luis Potosí; del 24 al 29 de diciembre, en la Estación de Espíritu Santo, Tolosa y Salinas del Peñón Blanco, San Luis Potosí y el 31 de diciembre en El Colorado y Moctezuma, San Luis Potosí.
El 9 de enero de 1914, combatió en Cedral, San Luis Potosí; el 11 de enero ataca Matehuala en San Luis Potosí y los días 20 y 21 de enero tomó nuevamente Concepción del Oro, Zacatecas; el día 21 del mismo mes, fue ascendido al grado de general de brigada y con este rango el 22 de enero combatió en San Eustaquio y Arenal, Zacatecas; el 24 de enero combatió en Jazminal, y Ávalos, Zacatecas; el 12 de febrero, combatió en La Sauceda, Coahuila; del 9 al 11 de mayo sostuvo combates en Vanegas, Real de Catorce, Laguna Seca, Charcas y Moctezuma, San Luis Potosí; y el 22 de mayo, combate en Moctezuma, San Luis Potosí.

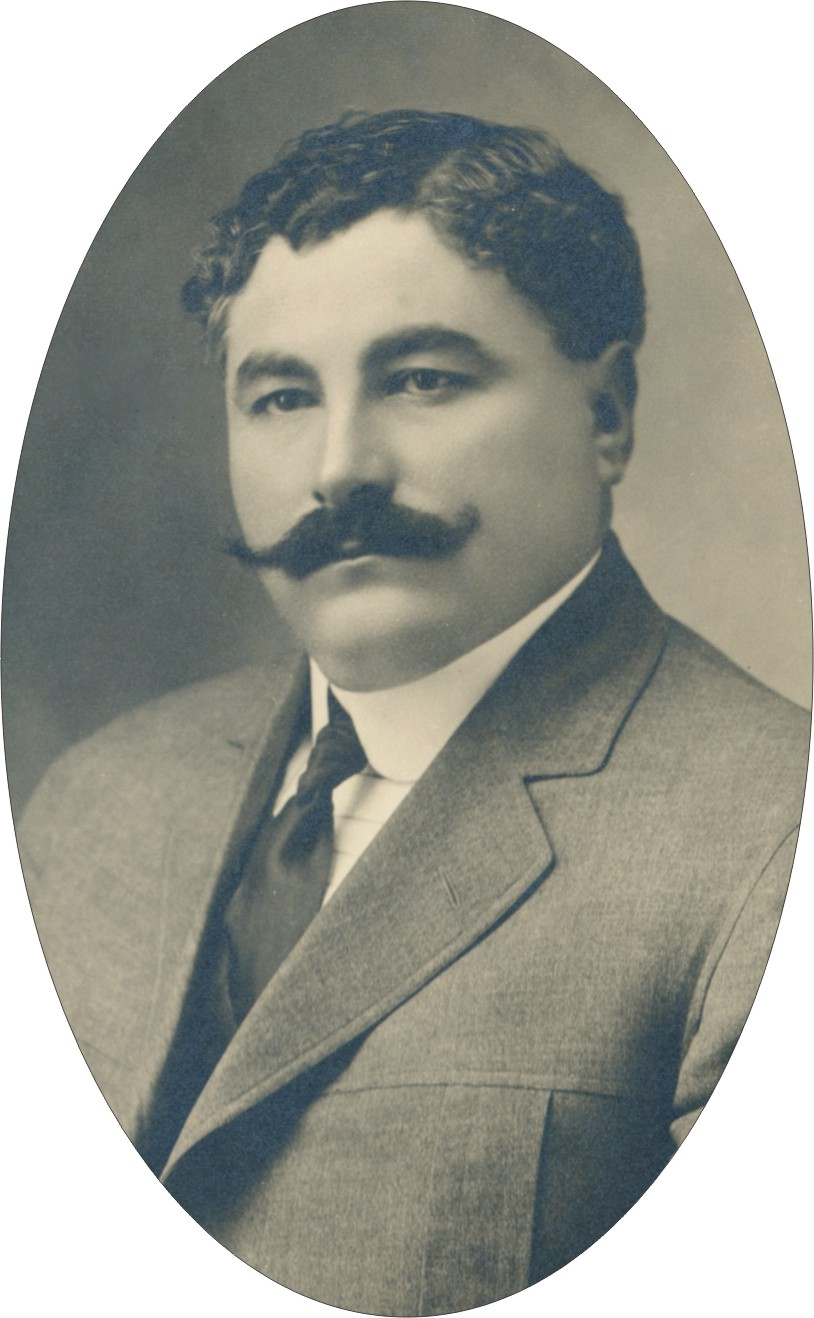
General Eulalio Gutiérrez Ortiz.

## Gobernador y comandante militar de San Luis Potosí
El 21 de julio de 1914 fue designado gobernador y comandante militar del Estado de San Luis Potosí. Como gobernador del Estado impulsó obras urbanas (como la importante avenida "Venustiano Carranza", que aún existe, creó las plazas de comercio en ranchos y haciendas), dictó medidas sobre el pago de deudas, cambios de residencia y derechos laborales, como la histórica y célebre Ley Sobre Sueldos de Peones, proclamada el 15 de septiembre de 1914 en San Luis Potosí y contempló obras de beneficio social y el mejoramiento de la calidad de vida de los trabajadores mediante la creación del Departamento del Trabajo.
El 6 de agosto de 1914, el primer jefe del Ejército Constitucionalista, Venustiano Carranza, designó a Eulalio Gutiérrez como jefe de la División del Centro.
En una carta que envió a Venustiano Carranza, el 12 de septiembre de 1914, a través de su secretario particular, Manuel Rivas, Gutiérrez le informó acerca de las actividades que el gobierno del estado a su cargo realizó en beneficio de la población:

El señor licenciado Manuel Rivas, portador de la presente y quien pasa a esa capital, le pondrá a usted en conocimiento el estado actual del Gobierno de mi cargo, tanto en los puntos foráneos como en la capital, en donde hemos procurado emprender algunas mejoras materiales y teniendo en proyecto algunas otras de grande utilidad; entre estas se encuentra la construcción de una nueva y grande presa, y la adquisición de la antigua, indemnizando a los dueños su valor, con objeto de evitar el monopolio de las aguas y que la ciudad esté bien surtida de este líquido. Hemos empezado a devolver varias casas intervenidas, por creerlo de justicia y para que el pueblo vaya tomando más confianza a la causa constitucionalista. Con objeto de enderezar algunas calles, hemos empezado a demoler algunas casas, habiéndolo hecho ya con el templo de Tequisquiapam y quedando de esta manera una hermosa calzada desde el centro de la ciudad hasta Morales.

El mismo señor licenciado Rivas le informará a usted los esfuerzos que estamos haciendo por acrecentar las existencias en caja para poder sufragar los grandes gastos que demandan todas estas mejoras.
Pasando las fiestas patrias, pienso dar una vuelta por la Huasteca, con el objeto de ver de cerca las necesidades de aquellos pueblos y remediar hasta donde sea posible las mismas.
El señor licenciado Rivas le informará a usted que para el próximo 16 expedirá este Gobierno un decreto, a fin de que el jornal mínimo que perciban los trabajadores en todo el Estado sea de setenta y cinco centavos diarios.
Las cosechas en general están bastante adelantadas y auguran una buena cosecha, por lo que creo el Estado tendrá lo necesario. Todos los representantes de las compañías han estado conmigo cambiando ideas y puedo afirmar que tienen la mejor voluntad para movilizar todos los trabajos, siempre que el Gobierno preste todas las garantías, las cuales, como es natural, he ofrecido proporcionar.
También el licenciado Rivas informará a usted sobre la conducta del cónsul americano en esta, quien ha dirigido al Gobierno notas bastante inconvenientes y que no me ha parecido oportuno contestar. Al mismo tiempo le dirá algo de la conducta del cónsul de Alemania, quien según sé va también para esa.

Naturalmente, como hemos estado trabajando en un medio en donde hay bastante predisposición, hemos tropezado con algunas dificultades, que se han ido venciendo poco a poco y que creo se solucionarán más o menos bien para mejorar las condiciones políticas, sociales y económicas del Estado. En todo he procurado ceñirme a la justicia y he hecho cuanto ha estado de mi parte para dejar bien cimentados los nobles ideales y los planes de la Revolución.

El 15 de septiembre de 1914, decretó la Ley sobre Sueldos de Peones, mediante la cual se establecen por primera vez: la jornada de 9 horas, el establecimiento de un salario mínimo, la prohibición de las tiendas de raya y el trabajo dominical. Decretó igualmente que las deudas contraídas por los trabajadores del campo prescribirían en el término de un año y que los anticipos que el hacendario hiciera al trabajador para el sostenimiento de su familia o paga de jornal, hasta levantarse su cosecha, sería en dinero en efectivo, en los siguientes términos:

15 de septiembre de 1914.

Eulalio Gutiérrez, general de brigada del Ejército Constitucionalista, gobernador y comandante militar del Estado de San Luis Potosí, en uso de las facultades de que se halla investido, decreta lo siguiente:
Ley sobre Sueldos de Peones.
Art. 1.º. El tipo mínimo del salario para el trabajador en el estado de San Luis Potosí, a contar del día 16 de los corrientes, será de $0.75 (setenta y cinco centavos) diarios y el tiempo máximo de trabajo será de nueve horas diarias. En las minas el salario mínima será de 1.25 (un peso veinte y cinco centavos) diarios. En los lugares o en las negociaciones o industrias en que se hayan estado pagando salarios mayores que el mínimo que ahora se fija no podrán disminuir aquellos.
Art. 2.º. En las fincas de campo no se le cobrará al trabajador el agua ni la leña que hubiere menester para su gasto doméstico y se le proporcionará gratuitamente casa habitación que reúna las mejores condiciones posibles de higiene y comodidad.
Art. 3.º. El salario que devengue el trabajador le será cubierto precisamente en moneda de circulación legal y sin descuento alguno, semanariamente.
Art. 4.º. El comercio es libre en el estado. Quedan prohibidas en absoluto las tiendas de raya. Las que existen en las haciendas, empresas industriales, ranchos, etc., sólo podrán continuar como establecimientos ordinarios, sin que se obligue a los peones a comprar en ellas o a recibir mercancías a cuenta de pagos o jornales. Se prohíbe que los hacendados o patrones favorezcan directa o indirectamente a algún comerciante en perjuicio de los demás. EI dueño o encargado de todo rancho, hacienda o empresa industrial, de acuerdo con una comisión o delegación del Ayuntamiento respectivo, designará un sitio a propósito que se destinará a mercado, plaza de comercio, haciendo, de común acuerdo también, la distribución equitativa de lotes entre aquellos comerciantes que los soliciten y quienes no pagarán otros impuestos que los determinados expresamente por las leyes. La plaza de comercio no tendrá menos de cien metros por lado.
Art. 5.º. Los trabajadores de las fincas de campo pueden tener en ellas, sin pagar arrendamiento por concepto de pastos, aguas, etc., aparte de los animales domésticos de cualquiera clase necesarios para su uso personal y el de su familia, hasta cinco animales de ganado mayor y diez de menor. Respecto del exceso pagarán cuotas, previa autorización de la autoridad política, pagándoles entretanto la mitad de las acostumbradas.
Art. 6.º. En lo sucesivo las deudas contraídas por los trabajadores de campo prescribirán de oficio en el término de un año, contándose este, para cada prestamo o cargo en cuenta, desde la fecha del mismo prestamo o cargo, aun cuando al trabajador se le lleve cuenta corriente.
Art. 7.º. Queda absolutamente prohibido poner cualquier género de trabas que de alguna manera dificulten al obrero o trabajador que en todo tiempo pueda cambiar de residencia o simplemente ir a otra parte en busca o aceptación de trabajo.
Art. 8.º. No procede contra los obreros y trabajadores la providencia de arraigo por asuntos civiles.
Art. 9.º. No son susceptibles de embargo los salarios. Tampoco lo es el que a los trabajadores corresponda en los contratos a partido o de aparcería o a destajo.
Art. 10. El hacendado que diere tierras a partido, proporcionando al trabajador los útiles de labranza necesarios, inclusive las yuntas y semillas, cuando las tierras sean de temporal y estén abiertas, no podrán percibir más del veinte y cinco par ciento de la cosecha. Si las tierras fueren de riego y estuvieren abiertas y el hacendado proporcionare los elementos necesarios para el trabajo, la parte que le corresponderá no podrá ser mayor del cincuenta por ciento de la cosecha. En ambos casos se entenderá que esta será recibida a la orilla de las mismas labores y su conducción y transporte, adonde convenga a los interesados, será por cuenta de ellos.
Art. 11 (fracción A). Los anticipos que el hacendado haga al trabajador para el sostenimiento de su familia o pago de jornal, hasta levantar su cosecha, serán en dinero efectivo y se devolverán al recogerse esta, bien sea que el trabajador venda lo que le corresponde o pague su adeudo al hacendado o que a este le convenga tomar semillas o lo que tenga el trabajador, siempre que sea al precio de la plaza más cercana y con deducción solamente de los fletes que reporten.
Art. 11 (fracción B). Se considera deuda de peón, redimible en las condiciones que establece la fracción anterior, hasta la cantidad de $50.00 (cincuenta pesos) anuales, considerando lo que exceda de esa cantidad como deuda civil sujeta a las leyes vigentes.
Art. 12. El Gobierno establecerá en esta ciudad una oficina que se denominara "Departamento del Trabajo" que estará a cargo de un director con el número de empleados competentes, y la cual conocerá de todos los asuntos relativos al trabajo. Procurará el mejoramiento de la clase obrera y, muy especialmente, que esta ley se haga efectiva e investigará la oferta y demanda de trabajo, a fin de que los trabajadores puedan fácilmente encontrar trabajo y mejorar su situación. EI mismo "Departamento del Trabajo" procurará que las empresas críen, en relación a su capital y utilidades, fondos que tengan por objeto obras de beneficencia en favor de sus propios trabajadores.
Transitorios.
Art. 1.º. Los beneficios de esta ley no son renunciables en ningún caso.
Art. 2.º. Se concede acción popular para la denuncia de las infracciones a la misma.
Art. 3.º. Todas las quejas relativas a sus transgresiones serán por conducto de las autoridades políticas inmediatas, para que estas las hagan llegar a conocimiento del Ejecutivo.
Art. 4.º. Es facultad del
Dado en el Palacio de Gobierno del Estado de San Luis Potosí, a los 15 días del mes de septiembre de 1914.
Eulalio Gutiérrez

León Flores, Oficial Mayor.

Durante su gobierno en San Luis Potosí incorporó a sus filas a personajes de gran trascendencia como lo fue Jesús Silva Herzog quien al recibir la Medalla "Eduardo Neri" en la Cámara de Diputados, el 9 de octubre de 1972, expresa en su discurso:

...me hice de izquierda cuando me sumé a la brigada del General Eulalio Gutiérrez a la edad de 21 años, en la Ciudad de San Luis Potosí, en el año lejano de 1914 y he seguido siendo hombre de izquierda...

## Presidente de la república
Luego de las Conferencias de Torreón celebradas del 4 al 8 de julio de 1914 entre la División del Norte y el Ejército Constitucionalista, para zanjar las diferencias entre Francisco Villa y Venustiano Carranza, se adicionó el Plan de Guadalupe con diversas cláusulas, entre las que destaca:

Al tomar posesión el ciudadano Primer Jefe del Ejército Constitucionalista conforme al Plan de Guadalupe, del cargo de Presidente Interino de la República, convocará a una Convención que tendrá por objeto discutir y fijar la fecha en que se verifiquen las elecciones, el programa de gobierno que deberán poner en práctica los funcionarios que resulten electos y los demás asuntos de interés nacional. La Convención quedará integrada por delegados del Ejército Constitucionalista nombrados en juntas de jefes militares, a razón de un delegado por cada mil hombres de tropa. Cada delegado a la Convención acreditará su carácter por medio de una credencial que será visada por el Jefe de la División respectiva

Al triunfo de la Revolución constitucionalista, el 15 de agosto de 1914, Venustiano Carranza remitió el 4 de septiembre de 1914 a Eulalio Gutiérrez y a todos los gobernadores y jefes con mando de fuerzas un telegrama en el que se le convocaba a una junta que se realizaría en la Ciudad de México a partir del 1.º de octubre para establecer los programas a los que se sujetaría el gobierno provisional de la república.
El 1.º de octubre de 1914 se reunieron en la Ciudad de México, en las instalaciones de la Cámara de Diputados, en la calle de Donceles, los generales y gobernadores de los estados para iniciar los trabajos de la Junta que luego sería la Convención Revolucionaria.
A la apertura de dichos trabajos asistió Venustiano Carranza, quien dio lectura a un informe sobre la Revolución por él encabezada y, de acuerdo a Vito Alessio Robles, quien fungiera como secretario de la Junta, al finalizar expresó el propio Carranza:

Ustedes me confiaron el mando del Ejército, ustedes pusieron en mis manos el Poder Ejecutivo de la Unión, estos dos depósitos sagrados no pueden ser entregados por mí sin mengua de mi honor y sin ruina del país, a solicitud de un grupo de jefes descarriados, dominados por un bandido y algunos políticos ambiciosos, a quienes nada debe la Patria en la presente lucha. Sólo puedo entregarlo y lo entrego en estos momentos, a los jefes aquí reunidos. Espero la inmediata resolución de ustedes, manifestándoles que desde estos momentos me retiro de la Convención para dejarlos en completa libertad, seguro de que su decisión será inspirada en el supremo bien de la Patria.

Desde los inicios de los trabajos de la convención destaca la participación de Eulalio Gutiérrez. El 2 de octubre la Asamblea resolvió designar mesa directiva y el Gutiérrez fue elegido presidente de los trabajos de la convención, siendo designados igualmente como primer vicepresidente Francisco Murguía; segundo vicepresidente  Francisco P. Mariel; y secretarios Marciano González, Federico Montes, Gregorio Osuna y Samuel M. Santos.
El 4 de octubre la asamblea acordó trasladar sus trabajos, a la ciudad de Aguascalientes, por considerar esta una ciudad neutral y poder contar con la presencia de otras facciones revolucionarias como la División del Norte y el Ejército Libertador del Sur.
Los trabajos se reanudaron, a partir del 10 de octubre, en el Teatro Morelos de la capital de Aguascalientes, es por ello que comúnmente se designó a esta Junta Revolucionaria como la “Convención de Aguascalientes”.
Con la presencia y participación de los integrantes de todos los grupos revolucionarios en la asamblea (carrancistas, villistas y zapatistas), esta se declara soberana, y se erige como Soberana Convención Revolucionaria. Los delegados juraron solemnemente ante la bandera nacional respetar los acuerdos de la convención y estamparon su firma en el lábaro patrio.
El 31 de octubre de 1914, a las 11:30 de la noche, la asamblea aprobó por una mayoría de 97 votos contra 20, el cese en sus funciones de Venustiano Carranza como primer jefe del Ejército Constitucionalista y de Francisco Villa como jefe de la División del Norte. Eulalio Gutiérrez votó a favor de ambos ceses.
De acuerdo a la crónica de Vito Alessio Robles, en su obra “La Soberana Convención Revolucionaria” a la media noche del 31 de octubre, Pánfilo Natera, en su calidad de vicepresidente de la mesa directiva sometió a discusión la designación de un presidente interino de la república. Luego de amplias discusiones que, con un receso decretado por la mañana del día 1.º de noviembre y otro más durante la noche del mismo día, a las 10:30 de la noche se reanudaron los trabajos y se procedió a la elección de presidente de la república. Efectuado el escrutinio resultó elegido presidente de la república Eulalio Gutiérrez Ortiz con 88 votos, Juan C. Cabral obtuvo 37 sufragios, José Isabel Robles 2 votos y Eduardo Hay 1 voto.
Vito Alessio Robles narró de la siguiente forma la elección de Gutiérrez:

Hecho el cómputo, resultó elegido el general Eulalio Gutiérrez por ochenta y ocho votos. El General Juan C. Cabral, por quien votaron todos los delegados de la División del Norte, obtuvo treinta y siete. El general José Isabel Robles, dos y el general Eduardo Hay, uno.

Al conocerse el resultado de la votación, todos gritaban con entusiasmo: ¡Viva el general Eulalio Gutiérrez! ¡Viva la Convención! ¡Viva la Revolución! ¡Viva Carranza! ¡Viva Villa! ¡Viva Zapata! ¡Viva México!.
El vicepresidente general Pánfilo Natera, irguiéndose con su alta estatura y empuñando con la diestra la histórica bandera de la Convención, hizo la declaratoria:
Es presidente provisional de la República mexicana el general Eulalio Gutiérrez, que obtuvo la mayoría de votos.
Se escuchó una tempestad de aplausos y de vítores. Todos estaban jubilosos y felicitaban con efusivos abrazos al general Gutiérrez.
Eran las 11:30 de la noche. El licenciado Soto y Gama, a nombre de la delegación suriana, declaró que el Ejército Libertador del Sur aceptaba con toda lealtad al candidato triunfante.
Eulalio Gutiérrez, visiblemente conmovido, ascendió al escenario. Antes de que pudiera hablar fue ruidosamente ovacionado. Al fin, con frases entrecortadas por la emoción, expresó:
‘Agradezco la muestra de confianza que se me ha dispensado; y protesto aquí, en este lugar, cumplir y hacer cumplir todas las disposiciones que emanen de esta honorable asamblea.'’'
En los pocos días que yo esté aquí, los señores del Sur, todos los bandos, menos los reaccionarios, tendrán todas las garantías posibles con que deben contar todos los hombres honrados que buscan el bien de la Patria.
Espero que ustedes me ayuden, y creo que así lo harán con todos los elementos de la Revolución y de esta asamblea.
Se repitieron las ovaciones y los vivas. Paulino Martínez hizo un encomio de las prendas de honradez y del espíritu revolucionario del general Gutiérrez, ofreciendo que el Ejército Libertador lo apoyaría con todo entusiasmo. El general José Isabel Robles habló de la intensa vida revolucionaria del general Gutiérrez y ofreció que toda la División del Norte, como un solo hombre y con el espíritu en alto, obedecería al nuevo presidente.
A las 12 de la noche abandonaron los delegados el Teatro Morelos, llenos de júbilo y pletóricos de optimismo. Todos consideraban asegurada la paz y garantizado el bienestar del país. Los carrancistas habían propugnado la candidatura del General Gutiérrez y habían votado por él, obteniendo un gran triunfo. Los villistas y zapatistas habían reconocido honrada y lealmente, la victoria de Gutiérrez. Entre todos reinaba gran optimismo.

En aquella fresca noche de noviembre brillaban esplendorosamente las estrellas. Celebrando la reciente elección se escuchaba el imponente coro formado con los repiques a vuelo de las campanas de todos los templos, los silbatos de las fábricas y de las locomotoras, las notas bélicas de los clarines y tambores, que tocaban diana, y las salvas de fusilería.

Sobre la elección de Eulalio Gutiérrez Ortiz, diversos autores han escrito:

Eulalio Gutiérrez es, por la manera de su ascensión, el Presidente más limpio que ha tenido México”.
 Roberto Blanco Moheno.

Sacrificado Madero, me incorporé a Carranza en Piedras Negras y estuve con él en Sonora; después anduve con el glorioso jefe de la División del Norte y finalmente estuve con la Convención de Aguascalientes al lado de aquel hidalgo caballero, modesto y noble, valiente y desinteresado, el humilde minero de Concepción del Oro que se llamó Eulalio Gutiérrez.
Adrián Aguirre Benavides

..estaba Eulalio Gutiérrez, hombrazo del norte que gozaba de una fama terrible porque su viejo oficio de minero le había permitido hacerse experto en las voladuras de trenes que tanto daño habían hecho al gobierno huertista. No conocía yo a Gutiérrez sino por su fama….nos dimos un abrazo y quedó sellada una amistad duradera. Ni Gutiérrez ni nadie imaginaba en aquel momento que una semana después, tras el retiro de la candidatura de Villarreal, resultaría Presidente de la República el generalote revolucionario, sencillo, inteligente y honesto.
La Convención eligió presidente a Eulalio Gutiérrez, tercero en discordia, candidato de transacción que no solicitó un solo voto, pero que se aprestó a cumplir con su deber tan pronto estuvo nombrado.
José Vasconcelos

Había dos candidatos para desempeñar ese alto puesto: el presidente de la Convención, general Antonio I. Villarreal, y el general Eulalio Gutiérrez, que se había distinguido en la lucha por la libertad. 
La Convención de Aguascalientes designó presidente interino al general Eulalio Gutiérrez, inteligente, honrado. Fue uno de los primeros luchadores desde antes que surgiera la figura de Madero. Al ser derrocado el régimen maderista, inmediatamente se puso a las órdenes del gobernador de Coahuila para acompañarlo en su patriótica aventura. Ahora iba a desempeñar un papel importante en la vida nacional.
Miguel Alessio Robles

Eulalio Gutiérrez asumió el cargo de presidente de la república el 6 de noviembre de 1914. Su gabinete fue compuesto por Lucio Blanco en Gobernación; José Vasconcelos en Instrucción Pública y Bellas Artes; Valentín Gama en Fomento; Felícitos Villarreal en Hacienda; José Isabel Robles en Guerra y Marina; Manuel Palafox en Agricultura; Manuel Chao como Regente del Distrito Federal; Mateo Almanza como comandante de la Guarnición de México y Pánfilo Natera como presidente del Supremo Tribunal Militar. Un mes más tarde los líderes revolucionarios Francisco Villa y Emiliano Zapata tomaron la Ciudad de México. Tras verse manipulado por las tropas de Villa decidió salir de la capital el 16 de enero de 1915 y trasladar su gobierno a San Luis Potosí, donde declaró a Villa y a Carranza traidores del "espíritu revolucionario" y renunció formalmente al cargo el 2 de junio de 1915.
Senador de la república
Luego de exiliarse en los Estados Unidos regresó a México en 1920 a Álvaro Obregón al Plan de Agua Prieta.
Fue elegido senador por el estado de Coahuila en 1920 y 1924.
Después de publicar su rechazo a la reelección de Álvaro Obregón y al maximato de Plutarco Elías Calles se unió a la rebelión de José Gonzalo Escobar.
Tras su derrota se exilió en San Antonio, Texas y no regresó sino hasta 1935. Cuatro años después falleció en la ciudad de Saltillo.

## Reconocimientos a su trayectoria histórica
Decenas de escuelas en el país honran la memoria de Eulalio Gutiérrez Ortiz al llevar su nombre. Comunidades, avenidas, calles y colonias llevan en todo México el nombre del distinguido coahuilense.

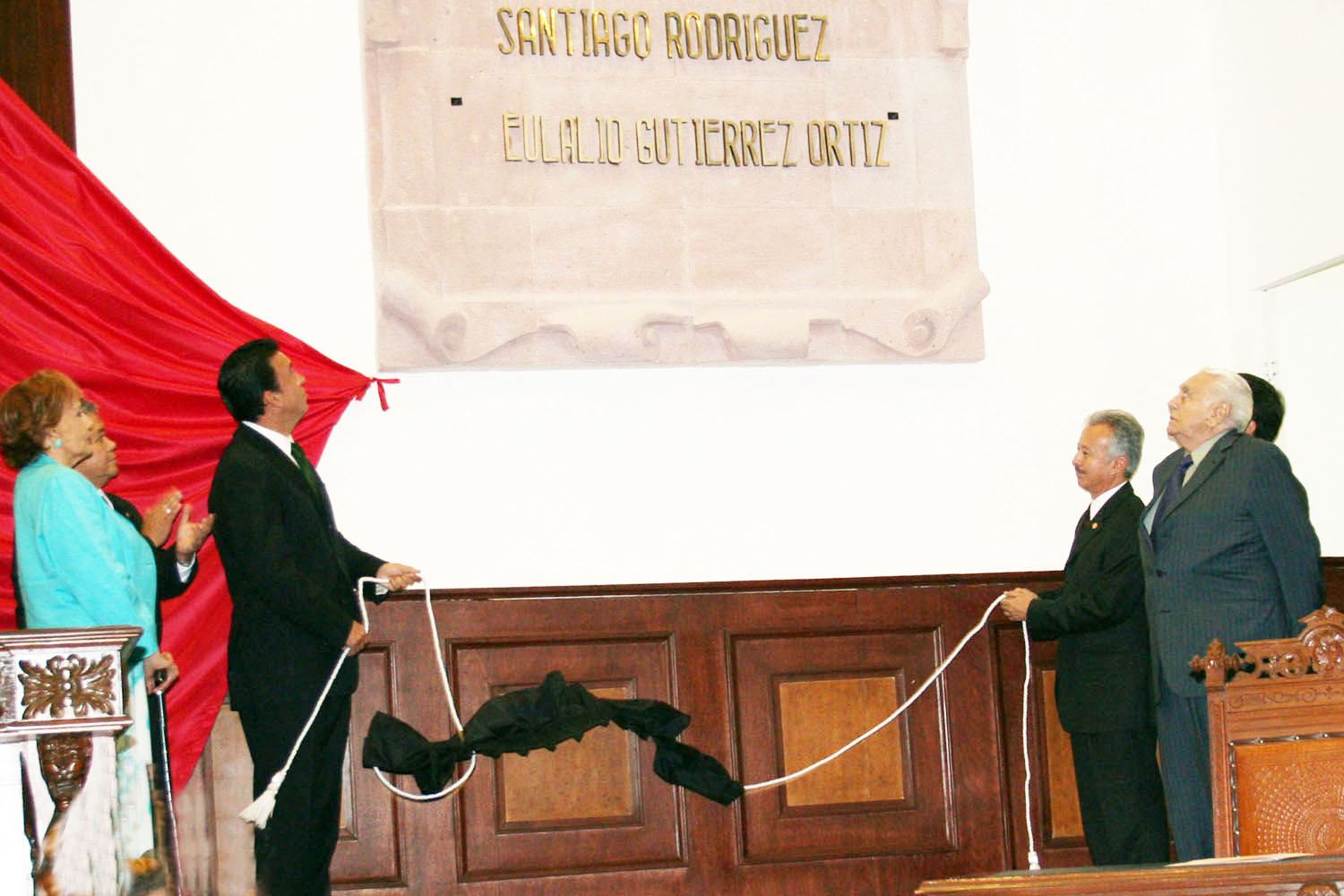
Su nombre en Letras de Oro en el Congreso de Coahuila.

#### Nombre en Letras de Oro en el Congreso de Coahuila

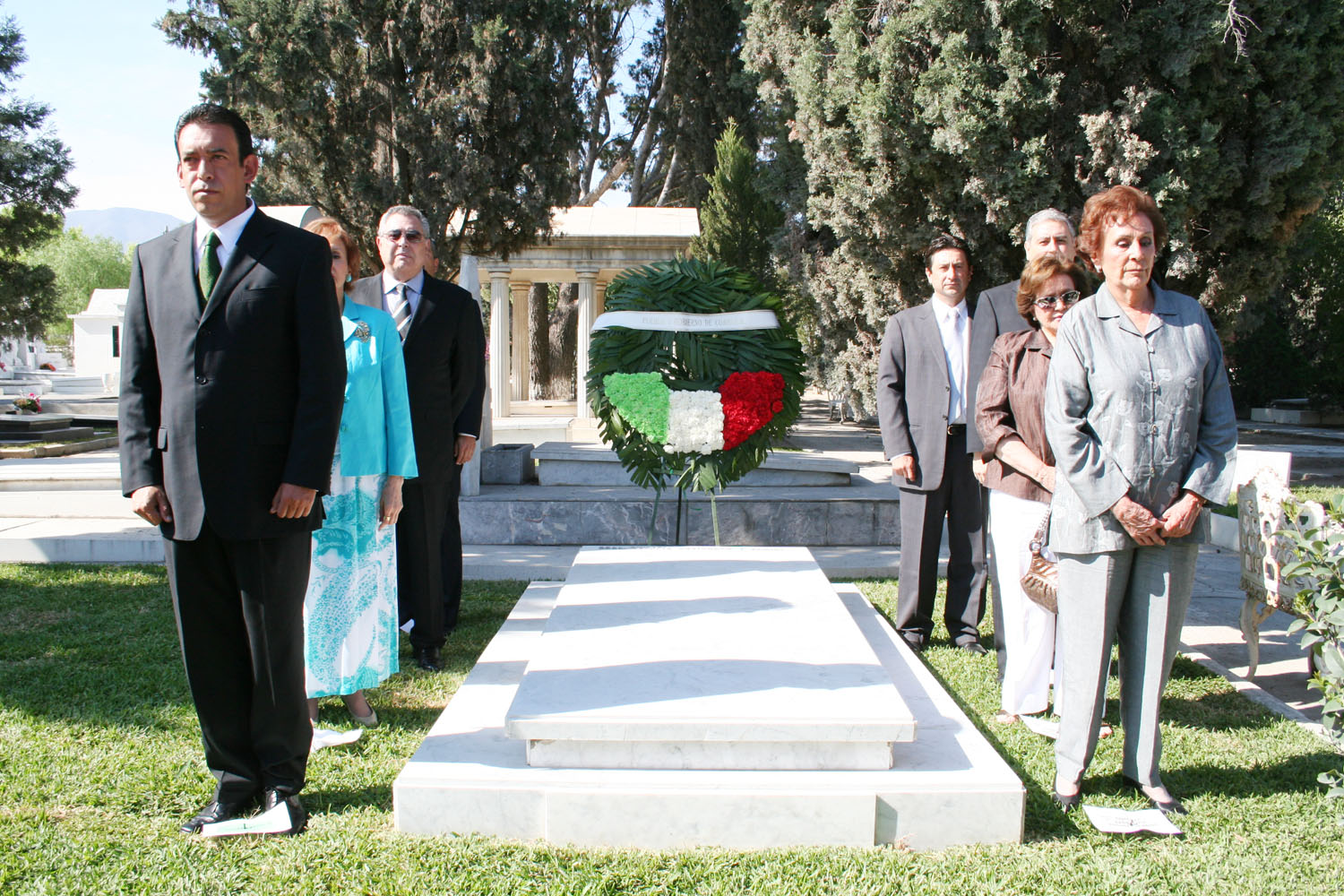
Guardia de honor ante la tumba del Gral. Gutiérrez en Saltillo.

El 4 de febrero de 2006, el entonces gobernador de Coahuila, Humberto Moreira Valdés, suscribió una iniciativa de decreto por la que solicitó al H. Congreso del Estado inscribir en letras de oro el nombre de Eulalio Gutiérrez Ortiz en el Muro de Honor del Salón de Sesiones del Palacio del Congreso. La iniciativa fue aprobada el voto unánime de los Diputados de todas las fracciones parlamentarias.
En sesión solemne, llevada a cabo en el Congreso del Estado de Coahuila, el 2 de mayo de 2006 autoridades realizaron la develación de la placa acompañado de sus hijos Luis, Eglantina y Eloísa Gutiérrez Treviño, así como los nietos y bisnietos de Gutiérrez.

#### Su imagen en el mural del Palacio Nacional
En el período relativo a la Revolución mexicana, Diego Rivera pintó en los murales del Palacio Nacional a 17 personajes de la Revolución, uno de los cuales es Eulalio Gutiérrez, cuya figura se puede apreciar al frente de ellos, entre las de José Vasconcelos y Venustiano Carranza.

#### Su retrato en el Salón “Presidentes” del Palacio de Gobierno de Coahuila
El 2 de mayo de 2006 fue inaugurado en el Palacio de Gobierno del estado el Salón Presidentes Coahuilenses, en donde están retratados Melchor Múzquiz, Francisco I. Madero, Eulalio Gutiérrez Ortiz, Roque González Garza y Venustiano Carranza Garza.

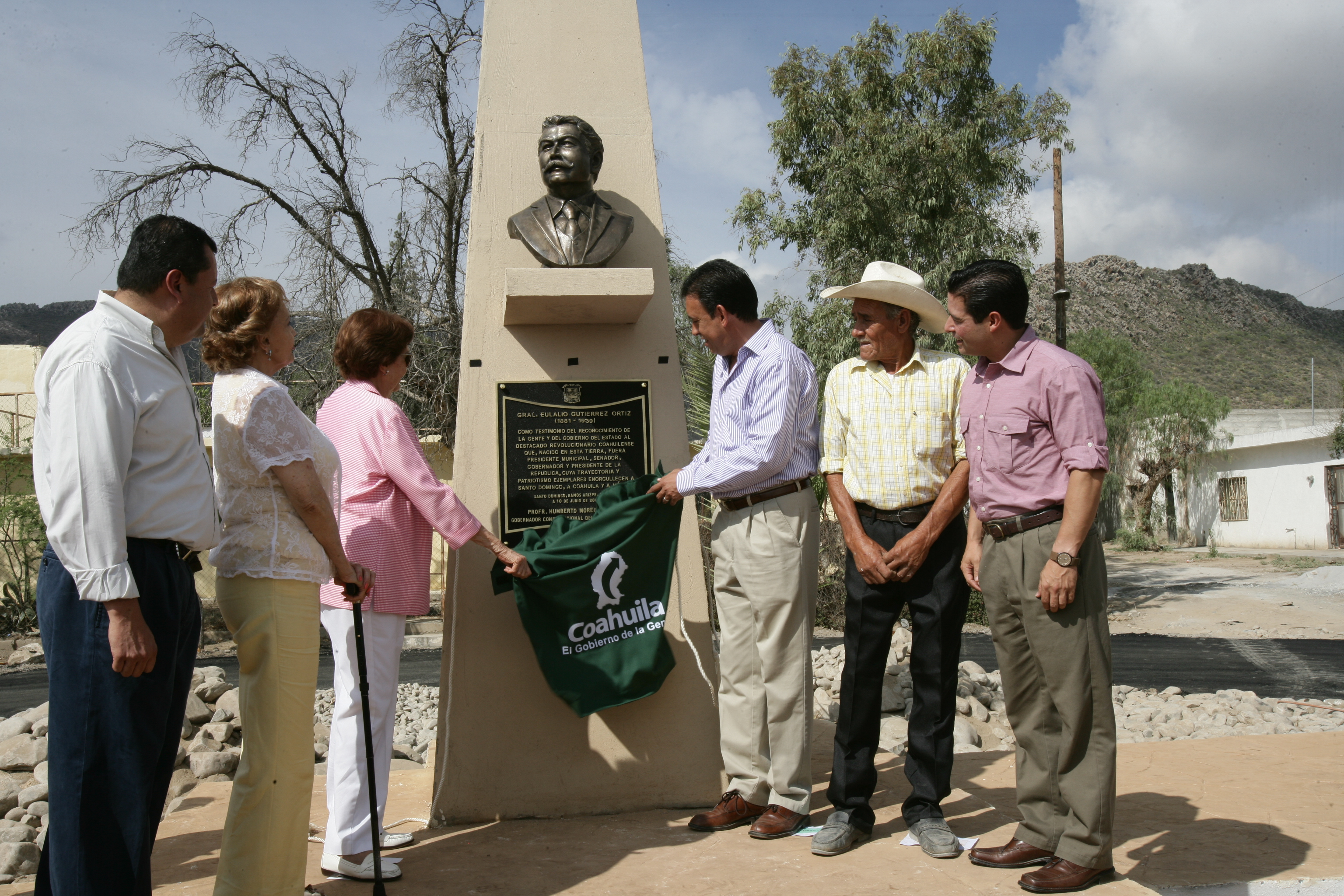
Monumento y Plaza “General Eulalio Gutiérrez Ortiz”.

#### Monumento y Plaza “General Eulalio Gutiérrez Ortiz”
El 10 de junio de 2008, en Santo Domingo, municipio de Ramos Arizpe, Coahuila, fue inaugruada la Plaza General Eulalio Gutiérrez Ortiz, en donde se develó un monumento alusivo al destacado coahuilense.
Además del monumento se construyó una carretera de acceso, obras de pavimentación total de la comunidad, así como acciones de carácter social e inició los trabajos de remozamiento de la escuela primaria “Ignacio Zaragoza”, en donde estudió Eulalio Gutiérrez, su hermano Luis Gutiérrez Ortiz, Vicente Dávila y Francisco Coss Ramos.

#### Monedas conmemorativas del Centenario de la Revolución
El 30 de noviembre de 2007 el entonces presidente Felipe Calderón Hinojosa, promulgó el Decreto del H. Congreso de la Unión por el que se establecieron las características de las monedas conmemorativas del Bicentenario de la Independencia de México y del Centenario de la Revolución Mexicana. Entre las 18 figuras relativas a la Revolución se consideró a Eulalio Gutiérrez Ortiz. En virtud de lo anterior, la Casa de Moneda de México inició su emisión a partir de octubre de 2008.

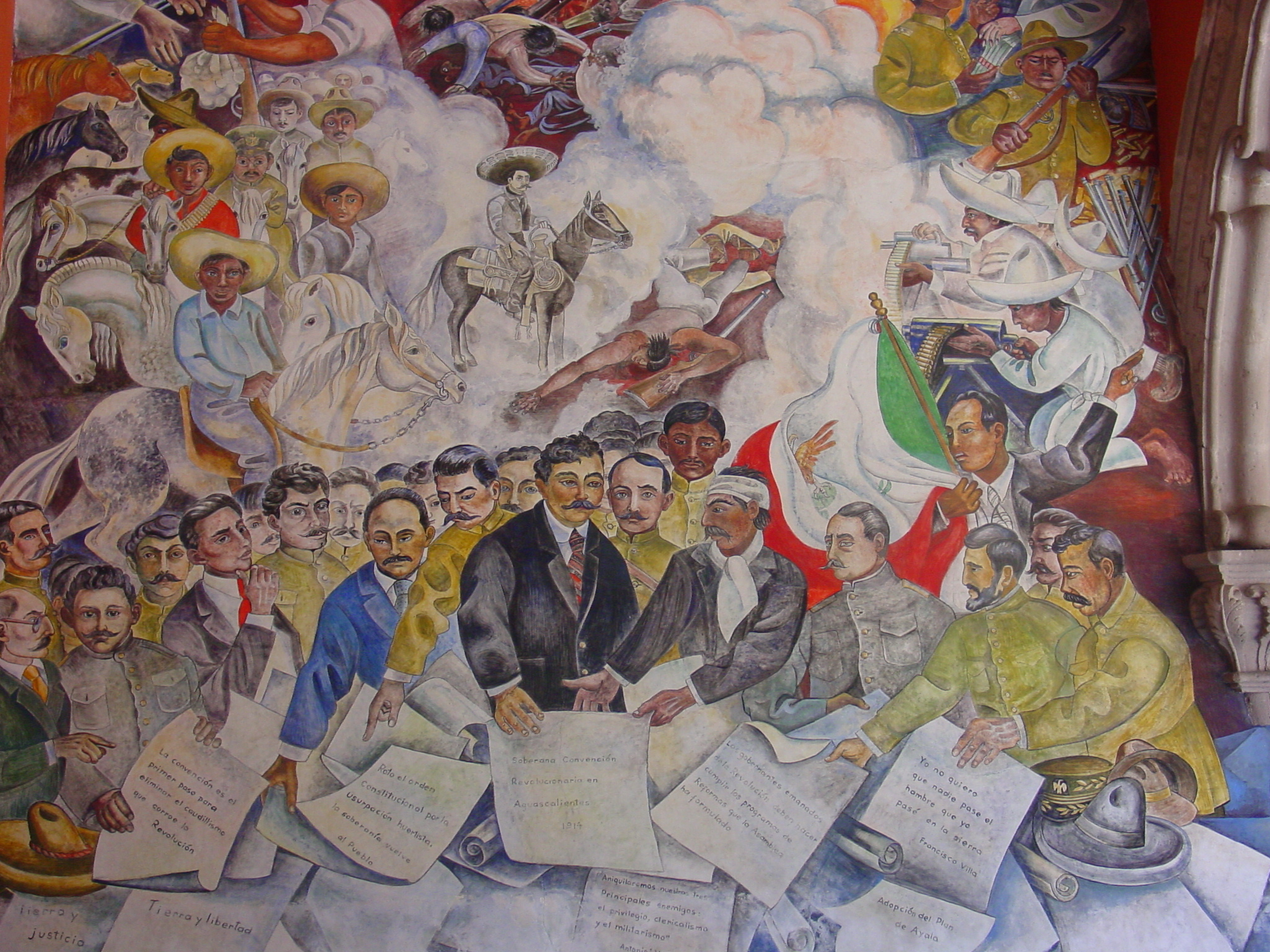
Mural V de Palacio de Gobierno de Aguascalientes. La Convención de Aguascalientes.

Murales del Palacio de Gobierno de Aguascalientes
El Palacio de Gobierno de Aguascalientes, que durante un breve período fuera sede del gobierno presidencial de Eulalio Gutiérrez, cuenta en sus muros con obras del muralista Oswaldo Barra Cunningham, quien fue discípulo de Diego Rivera.
En ellos se narra la historia de Aguascalientes, destacando la Soberana Convención Revolucionaria celebrada en esa ciudad en 1914, por lo que la imagen de Eulalio Gutiérrez sobresale en las obras murales de este Palacio.
En la fachada del Palacio de Gobierno, a un costado de la puerta central, se puede apreciar una placa de cantera que establece:

Del 1.º al 13 de noviembre de 1914 despachó en este lugar el Sr. General Eulalio Gutiérrez, electo Presidente de la República por la Soberana Convención. 
Durante estos días este Palacio de Gobierno fue convertido temporalmente en Palacio Nacional por los Convencionistas de Aguascalientes.